# Rio Guarapiranga
Der Rio Guarapiranga ist ein Fluss im Süden der brasilianischen Metropole São Paulo im gleichnamigen Bundesstaat. Gemeinsam mit dem Rio Grande bildet er den Rio Pinheiros, einen Nebenfluss des Rio Tietê. Kurz vor dem Zusammenfluss der beiden Flüsse wird der Rio Guarapiranga zum Guarapiranga-Stausee (Represa de Guarapiranga), einem der großen Trinkwasserreservoirs im Süden São Paulos, aufgestaut.
Am Unterlauf des Flusses stehen einige Fabriken der Metallindustrie sowie Wohngebiete der unteren Mittelklasse und der Unterklasse.